# Pasokificare

Declinul popularității PASOK în anii 2010 a dus la crearea termenului de pasokificare.

Pasokificarea este declinul partidelor politice de centru-stânga și social democrate în țările europene și occidentale în timpul anilor 2010, și acompaniat de ascensiunea partidelor naționaliste, și populiste de stânga și dreapta. În Europa, numărul de voturi pentru partidele social democrate a fost la cea mai mică rată din ultimii 70 de ani în 2015.
Termenul își are originea de la partidul grec PASOK, care a înregistrat o pondere în scădere a voturilor la alegerile naționale—de la 43,92% în 2009 la 13,18% în mai 2012, la 12,28% în iunie 2012 și 4,68% în 2015 — din cauza gestionării proaste a crizei datoriilor guvernamentale grecești și a implementării măsurilor dure de austeritate. Simultan, partidul de stânga anti-austeritate Syriza a înregistrat o creștere a cotei de voturi și a influenței. De la declinul PASOK, termenul a fost aplicat unor declinuri similare pentru alte partide social-democrate și de a treia cale.
În anii 2020, SPD care a câștigat alegerile federale germane din 2021, Partidul Laburist și PASOK-KINAL au avut rezultate bune în sondajele pentru viitoarele alegeri din Regatul Unit și Grecia au condus, respectiv, la discuții despre posibilitatea „depasokificării”, „pasokificării inverse”, „ kinalificării”.

## Exemple

### Bulgaria
Partidul Socialist Bulgar a pierdut 12,2% și a scăzut de la 80 de locuri la 43 de locuri la alegerile parlamentare din aprilie 2021. La alegerile parlamentare din iulie 2021 a scăzut cu încă 1,6%, revenind în parlament cu doar 36 de locuri. La alegerile generale din noiembrie 2021, BSP a pierdut încă 3,27% și a scăzut la doar 26 de locuri în parlament; în orice caz, partidul a intrat într-un guvern de coaliție care a rezistat până pe 2 august 2022. La alegerile parlamentare anticipate din 2022, BSP a scăzut cu 0,9%, obținând 25 de locuri în parlament. La alegerile parlamentare din 2023, BSP a obținut cel mai slab rezultat din istoria sa, scăzând din nou la doar 8,56% din voturile totale și obținând doar 23 de locuri în Adunarea Națională a Bulgariei.

### Franța
Declinul Partidului Socialist de la victoria sa la alegerile prezidențiale din 2012 a fost descris ca un exemplu de pasokificare. Până în 2016, gradul de aprobare al președintelui de atunci François Hollande era de doar 4% și a devenit primul președinte din istoria celei de A Cincea Republici care nu a candidat pentru realege. La alegerile prezidențiale din 2017, candidatul Partidului Socialist Benoît Hamon a avut un cel mai slab rezultat istoric, plasându-se pe locul cinci cu 6,4% din voturi. La alegerile legislative din 2017, o lună mai târziu, Partidul Socialist a suferit cele mai grave pierderi ale oricărui partid, scăzând de la 280 la 30 de locuri. Facțiunea de centru-stânga condusă de socialiști a primit 9,5% din voturi în primul tur și doar 45 de locuri în total. La alegerile europene din 2019, PS s-a aliat cu o serie de partide mici de centru-stânga, dar s-a clasat doar pe locul șase. A devenit cel mai mic partid care a câștigat locuri, primind 6,2% din voturi. A fost depășit atât de Ecologia Europeană – Verzii, cât și de partidul populist de stânga La France Insoumise. La alegerile prezidențiale din Franța din 2022, candidata Partidului Socialist, Anne Hidalgo, a primit doar 1,7% din voturi. Ca să oprească declinul său, la alegerile legislative din 2022, PS a intrat, în ciuda opoziției din partea unor membri, într-o alianță condusă de La France Insoumise, Noua Uniune Populară Ecologistă și Socială, care s-a clasat pe locul 2 la alegeri.

### Germania
Partidul Social Democrat din Germania (SPD) a fost citat ca exemplu de pasokificare. Popularitatea sa a scăzut de la sfârșitul anilor 2000, în special la alegerile federale din 2009, când a înregistrat cel mai slab rezultat de după Al Doilea Război Mondial. Declinul SPD după 2005 a fost atribuit deciziei sale de a intra în marile coaliții cu rivalul său tradițional, partidul conservator Uniunea Creștin Democrată. În ciuda unei mici redresări în 2013/14, declinul SPD a continuat până la sfârșitul anilor 2010, câștigând doar 20,5% din voturi la alegerile federale din 2017. În mod similar, au fost înregistrate rezultate slabe la alegerile locale și de stat din întreaga țară. SPD a câștigat doar 15,8% din voturi la alegerile pentru Parlamentul European din Germania din 2019, căzând pe locul trei la alegerile naționale pentru prima dată în istoria sa. Acest declin a fost oarecum oprit, totuși, deoarece SPD a câștigat cele mai multe locuri la alegerile federale din 2021, cu 25,7% din voturi (deși aceasta a fost cea mai mică cotă de voturi a unui partid aflat pe primul loc la alegerile din perioada postbelică). Alegerile din 2021 au adus cu sine o pondere mult mai mare de voturi pentru Partidul Verzilor și au dus la preluarea puterii de o coaliție liberală semafor de stânga (SPD-GRÜNE-FDP).

### Grecia
PASOK a fost cândva partidul de centru-stânga dominant în Grecia. PASOK a primit doar 4,8% și 6,3% din voturi la alegerile legislative din Grecia din ianuarie și, respectiv, septembrie 2015, datorită aplicării măsurilor dure de austeritate ca urmare a crizei datoriilor europene, care, împreună cu Marea Recesiune care a urmat, a dus la tulburări sociale masive și colaps economic, o mare parte din fostul său electorat mergând la Syriza, un partid anti-austeritate. În urma unei serii de pachete de austeritate și salvare, implementate în ciuda respingerii în referendumul de salvare a Greciei din 2015, care au dus la mai multe divizări în cadrul partidului, Syriza a fost învinsă la alegerile legislative din 2019, în timp ce Alianța social-democrată Mișcarea pentru Schimbare (KINAL, care include PASOK și mișcări mici de centru-stânga) au revenit la 8,1% și au câștigat 22 de locuri.

### Ungaria
Partidul Socialist Maghiar a pierdut un sprijin semnificativ la alegerile parlamentare din Ungaria din 2010, după ce o serie de scandaluri de corupție au afectat guvernul lui Ferenc Gyurcsány. A suferit din nou înfrângeri la alegerile parlamentare din 2014 și 2018, scăzând de la 29 la 16 locuri în cele din urmă. La alegerile parlamentare din 2022, MSZP a intrat într-o coaliție de opoziție, Uniți pentru Ungaria. În orice caz, coaliția nu a reușit să câștige în fața partidului de guvernământ Fidesz care și-a păstrat majoritatea în parlament iar MSZP a obținut în urma redistribuirii mandatelor 10 locuri.

### Italia
Partidul Democrat (PD) a început să-și piardă sprijinul până la sfârșitul anilor 2000 în Câmpia Padului. Primele alegeri în care Partidul Democrat a pierdut în fața unui partid mai radical au fost alegerile regionale din Veneția din 2010 (20,34% din voturi, față de 35,16% obținute de Lega Nord). Cota de voturi de 18,8% a partidului la alegerile generale italiene din 2018 a însemnat că a pierdut 185 de locuri în Camera Deputaților și 58 de locuri în Senat, scăzând de la cea mai mare la a treia facțiune din parlamentul italian. Acest lucru a fost deosebit de dramatic, având în vedere că partidul a primit mai mult de 40% din voturi cu doar patru ani înainte, la alegerile pentru Parlamentul European din Italia din 2014, și este atribuit în mod obișnuit aplicării măsurilor de austeritate, unei redresări economice slabe și unei încercări eșuate de a se muta spre un sistem bipartit la referendumul constituțional italian din 2016. Cu toate acestea, partidul s-a clasat în continuare pe locul doi la votul popular și a intrat la guvernare în septembrie 2019 cu Mișcarea Cinci Stele, după prăbușirea precedentului Cabinet Conte I. După prăbușirea celui de-al doilea guvern Conte în ianuarie 2021, PD s-a alăturat noului guvern de uniune națională condus de Mario Draghi, fost director al Băncii Centrale Europene. După criza acestuia din urmă din vara anului 2022 și alegerile generale din octombrie (care au înregistrat o victorie zdrobitoare pentru partidele de dreapta), Partidul Democrat a revenit în opoziție.

### America Latină
În urma valului roz, unde partidele de stânga și de centru-stânga au avut succes în America Latină, un val conservator a avut loc de la mijlocul anilor 2010 până la începutul anilor 2020, ca reacție directă la valul roz. Deși este contestată măsura în care partidele de stânga din America Latină care au suferit și eșecuri se află în tradiția social-democrată.